# (500061) 2011 UV257
(500061) 2011 UV257 es un asteroide perteneciente al cinturón de asteroides, descubierto el 24 de octubre de 2011 por el equipo del Pan-STARRS desde el Observatorio de Haleakala, Hawái, Estados Unidos.

## Designación y nombre
Designado provisionalmente como 2011 UV257.

## Características orbitales
2011 UV257 está situado a una distancia media del Sol de 2,182 ua, pudiendo alejarse hasta 2,273 ua y acercarse hasta 2,091 ua. Su excentricidad es 0,041 y la inclinación orbital 2,754 grados. Emplea 1177,86 días en completar una órbita alrededor del Sol.

## Características físicas
La magnitud absoluta de 2011 UV257 es 18,3.